# Вулиця Євгена Кухарця (Черкаси)
Ву́лиця Євге́на Кухарця́ — вулиця в Черкасах.

## Розташування
Починається від вулиці Кооперативної і простягається на північний схід до вулиці Максима Залізняка, паралельно залізничним коліям, вигинаючись при цьому під кінець дугою в східному напрямку.

## Опис
Вулиця неширока, від локомотивного депо асфальтована.

## Походження назви
Вулиця була утворена в 1983 році як частина вулиці Садової і названа на честь Красовського Степана Якимовича, Героя Радянського Союзу. 18 травня 2016 року перейменована на честь Євгена Кухарця.

## Будівлі
Невелика ділянка від вулиці Гетьмана Сагайдачного по парному боці забудована приватними будинками. Інша територія представлена підприємствами, поодинокими багатоповерхівками (номери 4/1, 6 та 24) та приватними будинками. Більшу частину непарного боку займають підрозділи Укрзалізниці (Черкаська дистанція колії (ПЧ-6), веєрне депо та Черкаський колійний ремонтно-механічний завод). Значну частину парного боку займає Черкаський ботанічний сад (задня сторона, що не має входів).
Під № 8 знаходиться фітнес-клуб «Атлантис».